# Chametz

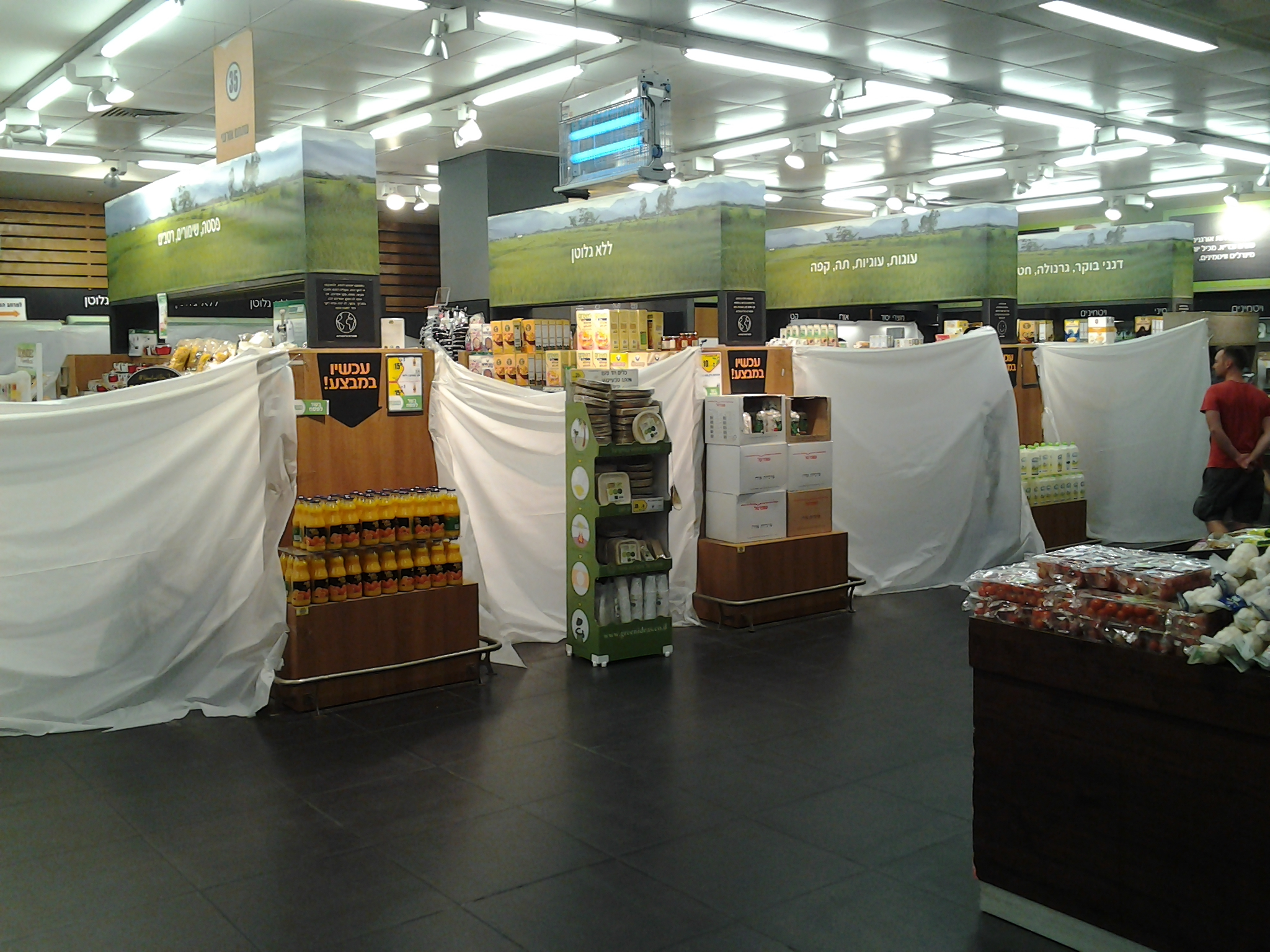
Abgehängte Verkaufsregale zum Pessachfest im Supermarkt

Chametz (hebr. חמץ) (in aschkenasischer Aussprache Chometz oder Chumetz) heißt wörtlich übersetzt Gesäuertes.
Gemeint ist in der Regel Gesäuertes im Sinne der in der Tora genannten, am Pessachfest verbotenen Speisen. Dies schließt alle Nahrungsmittel ein, die eine der fünf Getreidearten Weizen, Hafer, Roggen, Gerste und Dinkel enthalten und bei ihrer Herstellung mehr als 18 Minuten mit Wasser in Berührung waren, ohne gebacken zu werden. Brot, Getreideprodukte, Kuchen, Kekse, Pizza, Nudeln und Bier gehören beispielsweise dazu. Alle diese Nahrungsmittel müssen nach dem jüdischen Religionsgesetz vor Pessach aus dem Haus entfernt und jegliches Eigentum daran aufgegeben werden.
Der Hintergrund dieses Brauchs ist, dass die Israeliten beim Auszug aus Ägypten, der am Pessachfest gefeiert wird, aufgrund des eiligen Aufbruchs den Brotteig noch nicht durchsäuert hatten und daher nur ungesäuertes Brot backen konnten (Ex 12,39 ). Das Fest der ungesäuerten Brote wird gleichzeitig von JHWH zur Vorschrift für alle späteren Jahre gemacht (Ex 12,17–20 ) – wobei die Vorschrift im Text bereits vor der Herkunft genannt wird, was chronologisch nicht ganz einsichtig ist.
Es besteht unter den orthodoxen aschkenasischen und einigen sephardischen Juden der Brauch (hebräisch מנהג Minhag), während Pessach nicht nur den Verzehr der fünf genannten Getreidearten zu unterlassen, sondern auch den anderer Körner und Hülsenfrüchte, die als Kitnijot bekannt sind.

## Übertragene Bedeutung
Im amerikanischen Englisch wird Chametz im übertragenen Sinne als Synonym für Ladenhüter oder Ramsch gebraucht.